# Minsk-Arena
Die Minsk-Arena (belarussisch Мінск-Арэна, russisch Минск-Арена) ist eine Multifunktionsarena in der belarussischen Hauptstadt Minsk. Die Minsk-Arena bietet 15.086 Zuschauerplätze und ist Teil eines Sportkomplexes, zu dem ein überdachtes Velodrom und eine Eisschnelllaufhalle gehören. Die Minsk-Arena ist seit 2010 Austragungsort der Heimspiele des HK Dinamo Minsk aus der Kontinentalen Hockey-Liga sowie der Basketballmannschaft von Zmoki Minsk aus der belarussischen Basketball-Premier-Liga seit 2012.

## Geschichte
Die von 2006 bis 2009 errichtete Minsk-Arena wurde offiziell am 30. Januar 2010 anlässlich des KHL All-Star Game eröffnet. Das Team Jágr (Weltauswahl) besiegte das Team Jaschin (Russland) mit 11:8 Toren. Die Halle wird hauptsächlich für Eishockey- und Basketballspiele genutzt. Der Eishockeyverein HK Dinamo Minsk aus der Kontinentalen Hockey-Liga trägt seit dem 14. Januar 2010 seine Heimspiele im Stadion aus. Die Mehrzweckhalle löste den deutlich kleineren Sportpalast Minsk von 1966 mit rund 3.300 Plätzen ab, in dem Dinamo seit seiner Gründung 2004 gespielt hatte. 
2011 war die Arena Schauplatz der Europameisterschaften der Rhythmischen Sportgymnastik. Im Jahr darauf wurden die Eiskunstlauf-Juniorenweltmeisterschaft und die Bandy-Weltmeisterschaft in der Veranstaltungshalle ausgerichtet. Die Minsker Arena war neben der Tschyschouka-Arena einer von zwei Austragungsorten bei der Eishockey-Weltmeisterschaft 2014.
Neben den Sportveranstaltungen wird die Arena für Konzerte und Shows genutzt. So traten unter anderem die Scorpions, Lana Del Rey, 30 Seconds to Mars, Sting, Elton John, Rammstein, Shakira, Jennifer Lopez und Joe Cocker auf. Dazu gehören auch der Junior Eurovision Song Contest 2010 und der Junior Eurovision Song Contest 2018 jeweils im November beider Jahre.
In dem zum Komplex gehörenden Velodrom Minsk-Arena mit 2.000 Plätzen von 2008 wurden die UCI-Bahn-Weltmeisterschaften 2013 ausgetragen. Die 250 Meter lange Radrennbahn aus Holz wurde von dem Münsteraner Architekten Ralph Schürmann geplant. 2009 wurden hier schon die Bahn-Europameisterschaften der Junioren ausgetragen.
Die Eisschnelllaufhalle Minsk-Arena mit einer 400-Meter-Bahn ist die erste überdachte Eisschnelllaufhalle von Belarus. Die Eisfläche hat eine Gesamtfläche von etwa 10.000 m2, wovon 5.000 m2 auf die Eisschnelllaufbahn entfallen. Innerhalb der Bahn liegen zwei Eishockey-Spielfelder (60 × 30 m und 60 × 28 m) und zwei Curling-Spielfelder. In einem speziellen Raum kann unter den Bedingungen eines Höhentrainings trainiert werden. Dafür wird der Luftdruck gesenkt und der Sauerstoffgehalt in der Luft verringert.

## Galerie

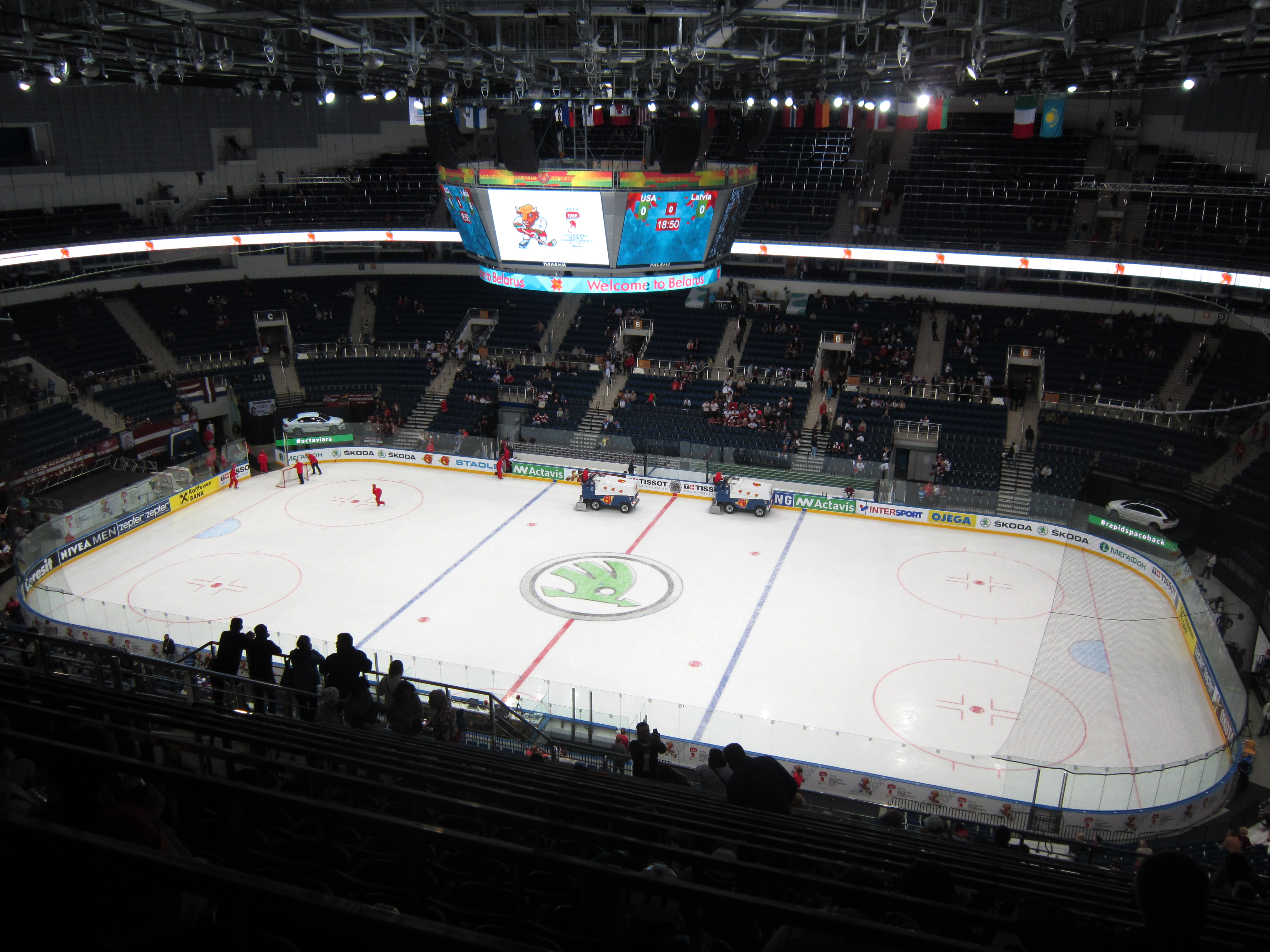
Die Minsk-Arena vor dem Spiel USA gegen Lettland bei der Eishockey-Weltmeisterschaft 2014 am 15. Mai.
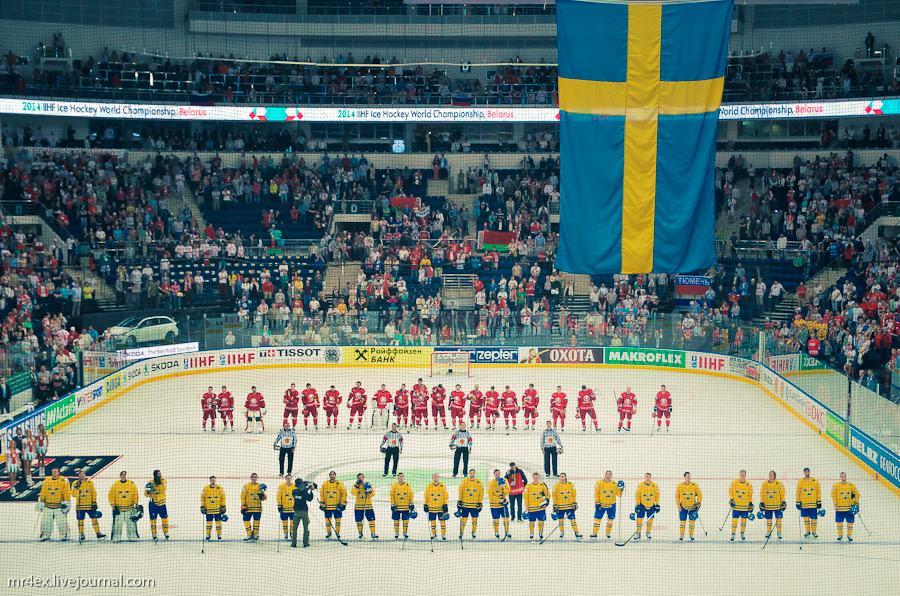
Das Viertelfinale der Eishockey-Weltmeisterschaft 2014 zwischen Schweden und Gastgeber Belarus endete mit einem 3:2-Sieg der Tre Kronor.